# Vindula banta
Vindula banta är en fjärilsart som beskrevs av John Nevill Eliot 1956. Vindula banta ingår i släktet Vindula och familjen praktfjärilar. Inga underarter finns listade i Catalogue of Life.